# Silanotettix baroides
Silanotettix baroides är en insektsart som beskrevs av Günther, K. 1974. Silanotettix baroides ingår i släktet Silanotettix och familjen torngräshoppor. Inga underarter finns listade i Catalogue of Life.